# De Beverpatroelje

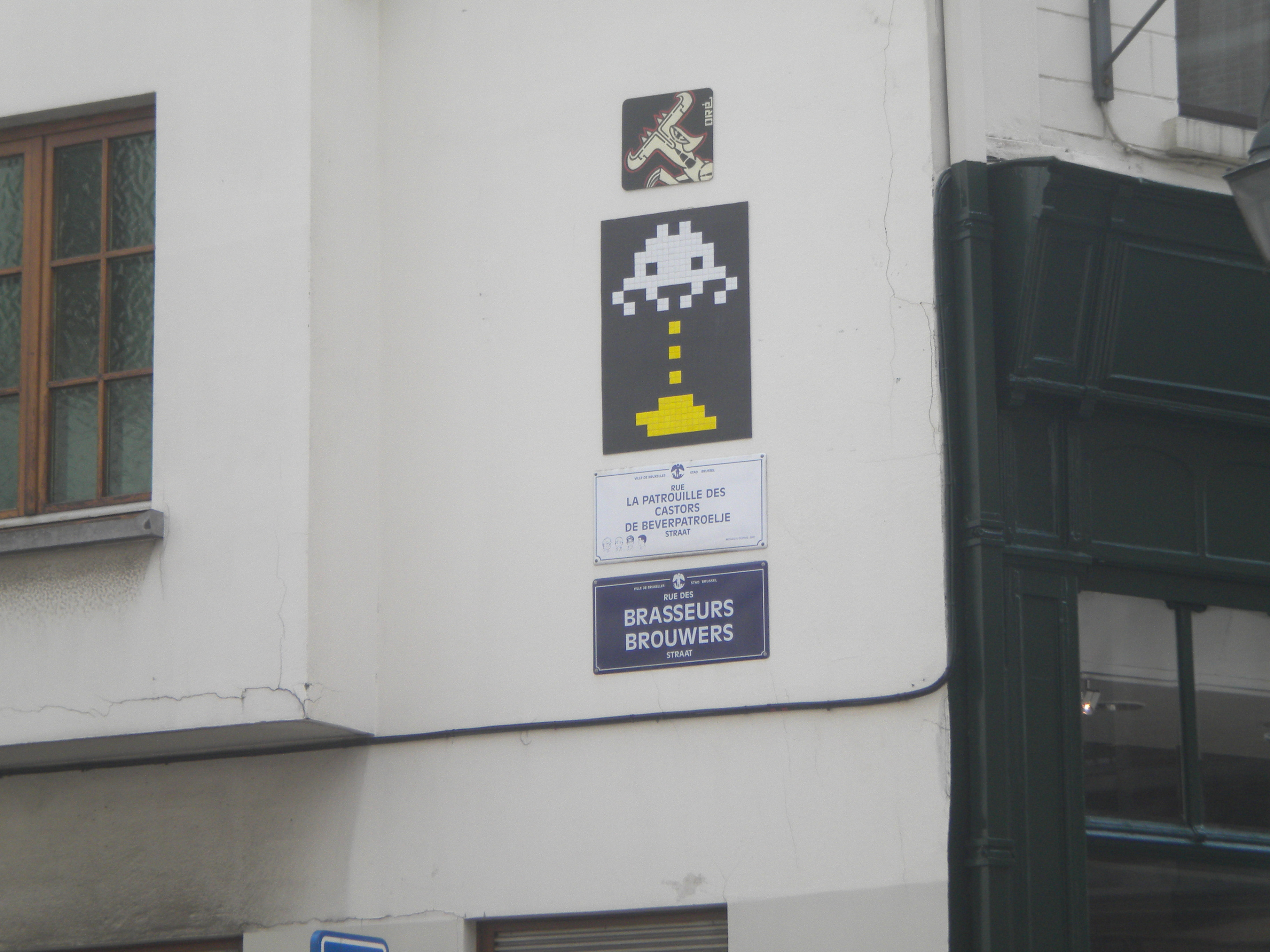
Straat in Brussel, genoemd naar De Beverpatroelje.

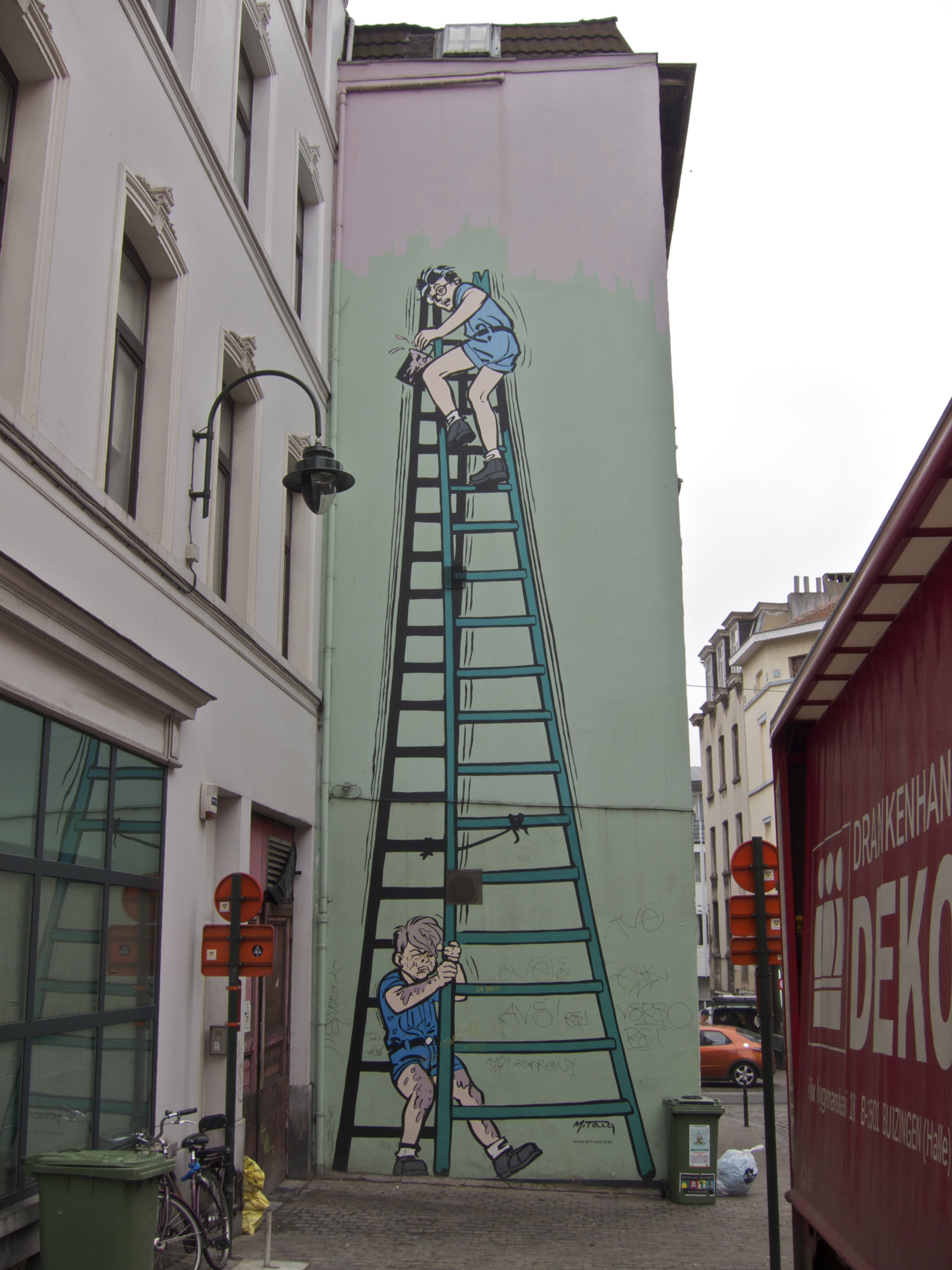
Stripmuur in Brussel.

De Beverpatroelje (originele titel: La patrouille des Castors) is een Belgische stripreeks getekend door Mitacq. De scenario's werden geschreven door Jean-Michel Charlier en later door Mitacq of Marc Wasterlain. Er verschenen in totaal 30 albums en enkele korte verhalen.

## Inhoud
Deze stripreeks draait rond een groepje jongen van vijf scouts. Ze zijn allemaal tussen 13 en 16 jaar oud en worden in de reeks gewoonlijk met hun totemnamen aangesproken. Oorspronkelijk was het een groepje van zes scouts, maar het zesde lid, Konijn, werd er na het eerste verhaal uitgeschreven omdat zes te veel was. De personages hebben uiteenlopende persoonlijkheden, maar lossen samen problemen op in de gebieden die ze bezoeken of veroorzaken ze en lossen ze later op. Geleidelijk aan worden de scouts ouder, waardoor ze volwassener zijn in de latere strips.
De Beverpatroelje was een brave strip. Ze beleefden hun avonturen enkel tijdens de schoolvakanties. Mitacq poogt met deze reeks om het ideaal van de padvinders bij zoveel mogelijk mensen bij te brengen: hulpvaardigheid, respect voor mens, dier, natuur, al het leven op aarde zonder onderscheid in ras of religie. Ook wordt geweld vermeden in deze reeks. Sommige verhalen zijn politiek getint.

## Personages
Hieronder volgen de belangrijkste personages.
- Veulen (originele naam: Poulain), de oudste en de leider van de patroelje
- Kat (originele naam: Chat), de dappere hulpleider
- Valk (originele naam: Faucon), de intellectueel en speurneus
- Tapir, de opvliegende grappenmaker en de grootste eter
- Vlieg (originele naam: Mouche (laborieuse)), de jongste en de sluiper. Hij is 13 jaar, verlegen en snel bang, vooral in het donker. Hij wordt in het 2e en het 11e album ontvoerd.[4]

## Publicatiegeschiedenis

### Voorgeschiedenis
Veel stripauteurs zaten in hun jeugd in de scouts. Hierdoor tekenden verscheidene striptekenaars in hun vroege jaren strips over de scouts. Zo tekende Hergé in de jaren 20 de strip Totor, patrouilleleider van de Meikevers in Le Boy-scout belge. Franquin tekende in de jaren 40 bij verscheidene scoutsverenigingsbladen. Ook Peyo tekende Le scout Puce in 1946. Jijé tekende tussen 1948 en 1950 een stripbiografie over Robert Baden-Powell, de oprichter van de scouts, in het stripblad Spirou/Robbedoes. De bekendste strip over scouting is echter deze stripreeks.
Jean-Michel Charlier kwam in 1944 werken bij Spirou/Robbedoes waar hij oorspronkelijk de scenario's schreef van de reeksen Buck Danny en De verhalen van Oom Wim. Tekenaar Mitacq zat in de scouts en schreef in de jaren 40 de strip Tam Tam voor enkele scoutsverenigingsbladen die later ook als album uitgegeven wordt. Vervolgens tekent hij voor verscheidene bladen waaronder Spirou/Robbedoes. In 1951 ging hij bij World Press van Georges Troisfontaines, waarna Mitacq enkele verhalen van De verhalen van Oom Wim illustreerde op scenario van Octave Joly.

### Charlier-Mitacq (1954-1979)
Begin jaren 50 bedachten de tekenaar Mitacq en Jean-Jacques Schellens, hoofdredacteur van een Franstalig scoutblad, een strip over een groepje scouts. Vervolgens schreef Schellens een scenario van 20 pagina's. Uitgeverij Dupuis weigerde echter het scenario. Uitgever Charles Dupuis zag echter in dat veel van de lezers van Spirou/Robbedoes aangesloten waren bij een scoutsvereniging. Dus liet hij Jean-Michel Charlier, ook een oud-scout, het scenario verder uitwerken, waarna Dupuis akkoord ging. Vervolgens verscheen De Beverpatroelje in 1954 in Spirou/Robbedoes geschreven door Charlier en getekend door Mitacq. Het eerste verhaal verscheen op 25 november 1954.
Vanaf het tweede album verscheen de strip met drie rijen per pagina in plaats van de gebruikelijke vier rijen. Toen Charlier het druk had met andere reeksen, wijdde ook Mitacq zich aan andere reeksen zoals Stany Derval. Voor het tekenen van deze stripreeks kreeg Mitacq soms hulp van zijn broer Adolphe Tacq. Adolphe Tacq deed voor vier strips tussen 1962 en 1964 het inkten en tekende het decor. Er verschenen 22 strips in deze periode. Zowel de tekenstijl als de personages evolueerden door de jaren heen.

### Mitacq (1981-1993)
Vanaf begin jaren 80 schreef Mitacq naast het tekenen ook de scenario's voor deze stripreeks. Marc Wasterlain schreef wel nog twee verhalen van deze reeks. Op 22 mei 1994 overleed Mitacq. Hierna werd de reeks niet verder gezet. Er verschenen in deze periode 8 albums waardoor er in totaal 30 albums van deze reeks verschenen.

## Verhalen

### Albums

#### Charlier-Mitacq (1954-1979)
| Nr. | Titel                             | Originele titel               | Publicatiejaar Spirou | Uitgavejaar album |
| --- | --------------------------------- | ----------------------------- | --------------------- | ----------------- |
| 1   | Het geheim van Diepenbos          | Le mystère de Grosbois        | 1954-1955             | 1955              |
| 2   | De vermiste padvinder             | Le disparu de Ker-Aven        | 1955-1956             | 1957              |
| 3   | De onbekende uit villa Mysterie   | L'inconnu de la Villa Mystère | 1956                  | 1958              |
| 4   | Op Mowgli's voetspoor             | Sur la piste de Mowgli        | 1956-1957             | 1959              |
| 5   | De fles in de zee                 | La bouteille à la mer         | 1957                  | 1959              |
| 6   | De tropee van Zwartheuvel         | Le trophée de Rochecombe      | 1958                  | 1960              |
| 7   | Het geheim van de verboden bergen | Le secret des Monts Tabou     | 1959                  | 1961              |
| 8   | Het verzonken dorp                | Le hameau englouti            | 1959-1960             | 1961              |
| 9   | De man met de donkere bril        | Le traître sans visage        | 1960                  | 1962              |
| 10  | De formule "N.N."                 | Le signe indien               | 1961-1962             | 1963              |
| 11  | De scharlaken wolven              | Les loups écarlates           | 1962-1963             | 1964              |
| 12  | Het zigeunermes                   | Menace en Camargue            | 1963                  | 1965              |
| 13  | De verborgen kroon                | La couronne cachée            | 1964                  | 1965              |
| 14  | De duivelsketel                   | Le chaudron du diable         | 1964-1965             | 1966              |
| 15  | De trip met de autobus            | L'autobus hanté               | 1965                  | 1967              |
| 16  | Het fantoom                       | Le fantôme                    | 1966-1967             | 1969              |
| 17  | Dodenland                         | Le pays de la mort            | 1971                  | 1972              |
| 18  | Duistere machten...               | Les démons de la nuit         | 1972                  | 1973              |
| 19  | Twintig miljard onder de aarde    | Vingt milliards sous la terre | 1973-1974             | 1974              |
| 20  | El Demonio                        | El demonio                    | 1975-1976             | 1977              |
| 21  | Paspoort voor de andere wereld    | Passeport pour le néant       | 1978                  | 1979              |
| 22  | Op zee gevangen                   | Prisonniers du large          | 1979-1980             | 1980              |

#### Mitacq (1981-1993)
| Nr. | Titel                   | Originele titel           | Publicatiejaar Spirou | Uitgavejaar album |
| --- | ----------------------- | ------------------------- | --------------------- | ----------------- |
| 23  | De keerzijde            | L'envers du décor         | 1981                  | 1983              |
| 24  | Souvenirs uit El Casino | Souvenirs d'Elcasino      | 1983                  | 1984              |
| 25  | De afdruk               | L'Empreinte               | 1984                  | 1984              |
| 26  | Het krabbeneiland       | L'île du crabe            | 1985                  | 1986              |
| 27  | Blokkade                | Blocus                    | 1987                  | 1987              |
| 28  | Het galgeveld           | Le calvaire du mort pendu |                       | 1989              |
| 29  | Watersnood in Mesin     | Torrents sur Mesin        | 1990                  | 1990              |
| 30  | Bliksemsteen            | La pierre de foudre       | 1993                  | 1993              |

### Korte verhalen

#### Hoofdreeks
| Titel                          | Oorspronkelijke titel      | Aantal pagina's | Publicatiejaar Spirou | Publicatiejaar Risque-Tout |
| ------------------------------ | -------------------------- | --------------- | --------------------- | -------------------------- |
| De onzichtbare man             | L'homme invisible          |                 |                       | 1956                       |
| Het ravijn in de duivelsvallei | Le gouffre du val d'enfer  |                 |                       | 1956                       |
| De Bevers schieten te hulp!... | Les Castors à la rescousse |                 |                       | 1956                       |
| De totems                      | Les totems                 |                 | 1974                  |                            |
| Van de regen in de drup        | Vacances goutte à goutte   | 6               | 1979                  |                            |
| De peetoom                     | Le parrain                 | 8               | 1980                  |                            |
| Heb je nog lang werk           |                            | 1               | 1983                  |                            |
| De afdruk                      | L’empreinte                | 16              | 1984                  |                            |

#### Hommage
| Titel             | Aantal pagina's | Auteurs       | Publicatiejaar Spirou |
| ----------------- | --------------- | ------------- | --------------------- |
| Ce bon gros tapir | 3               | Zidrou, Herbé | 2000                  |

### Integrale edities
Tussen 1989 en 1997 verscheen er een integrale reeks van 14 albums genaamd Tout Mitacq van het werk van tekenaar Mitacq. Doordat Mitacq vooral deze hele reeks tekende verschenen er dus integrale albums van deze stripreeks tussen 1989 en 1996.
Er verschenen tussen 2011 en 2016 een reeks van 8 integralen in het Frans. Deze reeks wordt sinds 2014 vertaald in het Nederlands en telt anno 2021 zeven integralen, die de eerste 21 albums bevat. De originele Franse integrale bevat per uitgave vier albums terwijl de Nederlandse vertaling elk drie albums bevat.

## Invloed
Na het succes van deze reeks bij Spirou/Robbedoes volgde bij het concurrerende stripblad Tintin/Kuifje als antwoord de stripreeks De avonturen van de 3L van Mittéï en André-Paul Duchâteau. Later zette hoofdredacteur Greg die reeks stop. Ook verscheen er een parodie op deze stripreeks genaamd La patrouille des Zom in Spirou/Robbedoes getekend door de Mitacq op scenario's van Jacques Devos en Yvan Delporte.
Onder invloed van De Beverpatroelje verschenen er steeds meer strips over scouts zoals De donderpadjes van Berck. In de jaren 80 verscheen De Libellenpatroelje van Yann en Marc Hardy op basis van deze stripreeks en Suske en Wiske. Ook kregen scouts gastoptredens in andere stripreeksen. Door het te brave karakter van die reeksen, verdween het genre geleidelijk aan.

## Stripmuur
In 2003 kreeg De Beverpatroelje een stripmuur in Brussel.